# Hochschule für Wirtschaft FHNW
Die Hochschule für Wirtschaft ist Teil der Fachhochschule Nordwestschweiz (FHNW) und bietet betriebswirtschaftliche Voll- und Teilzeitstudiengänge an. Neben der Aus- und Weiterbildung betreibt die Hochschule anwendungsorientierte und nachhaltige Forschung.

## Standort
Die Hochschule für Wirtschaft ist mit den Standorten Basel (BS), Brugg-Windisch (AG) und Olten (SO) in drei Kantonen vertreten.

## Ausbildung
Die Bildung umfasst 5 Bachelor- und 2 Masterstudiengänge. Das Studium vermittelt grundlegendes Wissen und bietet praktische Anwendungen (z. B. Praxis-Projekte zusammen mit Unternehmen). Das Bachelorstudium dauert in der Regel 6–8 Semester. Das Masterstudium kann in 3–5 Semestern abgeschlossen werden.
Die Hochschule bietet internationale Programme während der Ausbildung an. Dazu gehören unter anderem Auslandssemester oder -praktika.

## Weiterbildung
Nebst Master of Business Administration (MBA), Master of Advanced Studies (MAS) und diversen Zertifikatslehrgängen (CAS) werden kürzere Fachseminare, Kurse und Tagungen in den verschiedenen Fachgebieten angeboten.

## Institute
Es gibt 6 Institute:
- Institut für Finanzmanagement
- Institut für Nonprofit- und Public Management
- Institut für Personalmanagement und Organisation
- Institut für Unternehmensführung
- Institut für Wirtschaftsinformatik
- Institute for Competitiveness and Communication

Zudem betreibt die Hochschule für Wirtschaft zwei Geschäftsstellen für den asiatischen Raum und ein International Office.

## Akkreditierung
Im Juli 2021 erlangte die Hochschule für Wirtschaft FHNW die Erstakkreditierung von AACSB (Association to Advance Collegiate Schools of Business).